# Заозёрский, Иван Николаевич

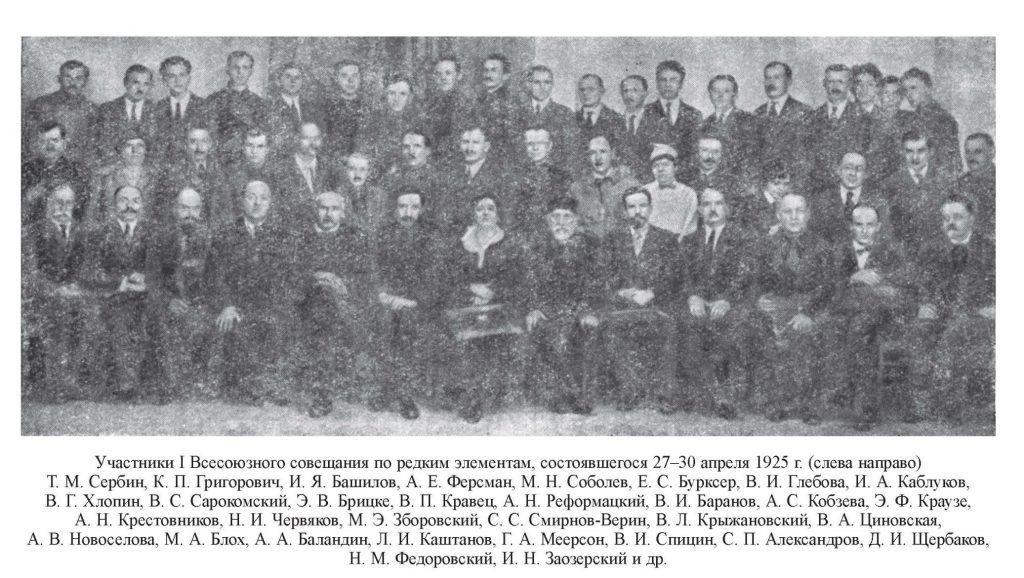
Заозёрский - Участники 1 Всесоюзного совещания по редким элементам

Иван Николаевич Заозе́рский (1887—1972) — советский химик, специалист по редкоземельным металлам.

## Биография
Работая в МГУ, в 1912 году начал исследования по химии редкоземельных элементов. В 1915 году перешел на кафедру неорганической химии МСХИ (с 1938 года доцент). В 1946—1978 годах зав. кафедрой химии редкоземельных металлов.
С 1931 года руководил лабораторией редкоземельных элементов в Государственном институте редких и малых металлов. Впервые в СССР получил чистые препараты 4-валентного церия и спектрально чистый оксид лантана.
Кандидат химических наук (1943), позднее доктор химических наук. Профессор.
После открытия месторождений апатита на Кольском полуострове занимался разработкой способов выделения из них редкоземельных элементов.
Автор учебника: Неорганическая химия. 1965 — Всего страниц: 494

## Награды и премии
- Сталинская премия третьей степени (1951) — за разработку методов производства химических продуктов